# Appleton (Maine)
Appleton – miasto w Stanach Zjednoczonych, w stanie Maine, w hrabstwie Knox.